# Edward Saxon
Edward Saxon (* 17. November 1956 in St. Louis, Missouri) ist ein US-amerikanischer Filmproduzent.

## Leben
Saxon besuchte zwischen 1976 und 1980 die McGill University und im Anschluss an der USC School of Cinematic Arts der University of Southern California. Er arbeitete über viele Jahre mit Jonathan Demme zusammen, zu den gemeinsamen Filmen zählen unter anderem That Thing You Do!, Miami Blues und Philadelphia. Für Das Schweigen der Lämmer erhielt Saxon den Oscar.
Nach The Truth About Charlie trennten sich die Wege von Demme und Saxon. Danach produzierte er unter anderem Richard Linklaters Fast Food Nation.

## Filmografie (Auswahl)
- 1986: Gefährliche Freundin (Something Wild)
- 1990: Miami Blues
- 1991: Das Schweigen der Lämmer (The Silence of the Lambs)
- 1993: Philadelphia
- 1995: Teufel in Blau (Devil in a Blue Dress)
- 1996: That Thing You Do!
- 1998: Menschenkind (Beloved)
- 2000: Sein letzter Coup (The Opportunists)
- 2002: The Truth About Charlie
- 2002: Adaption. (Adaptation.)
- 2006: Fast Food Nation
- 2009: Away We Go – Auf nach Irgendwo (Away We Go)

## Auszeichnungen
- 1992: Oscar für Das Schweigen der Lämmer
- 1992: BAFTA-Film-Award-Nominierung für Das Schweigen der Lämmer